# Georg Frederik von Krogh (1777–1832)

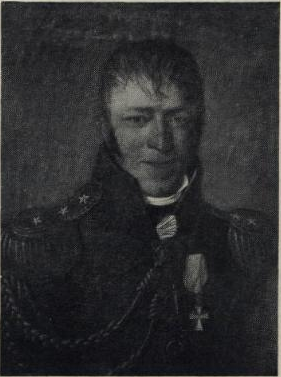
Georg Frederik von Krogh, målad av Jacob Munch.

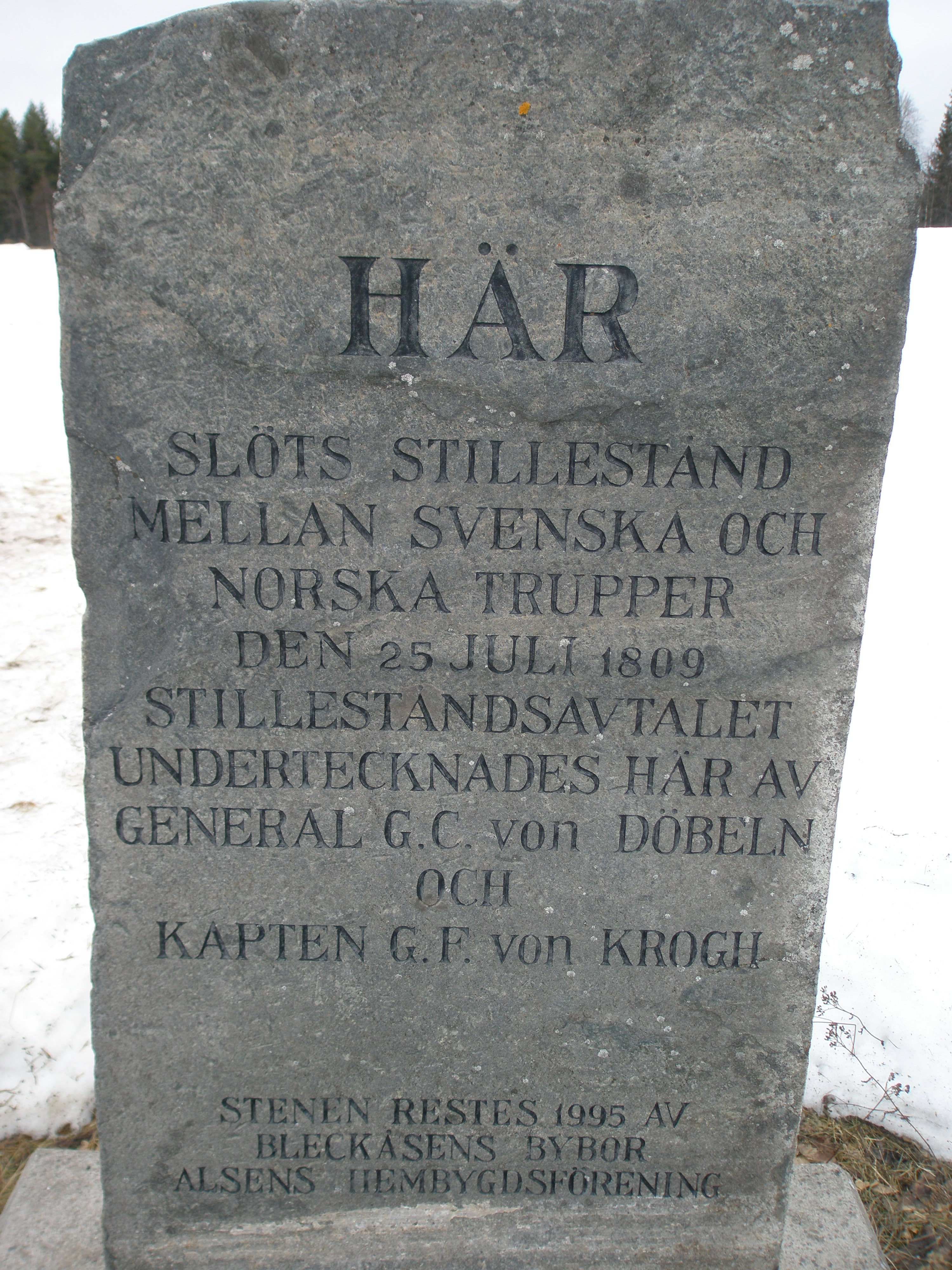
Georg Frederik von Krogh undertecknade vapenstilleståndet i jämtländska Bleckåsen 1809

Georg Frederik von Krogh, född 8 augusti 1777 i Trondheim, död 26 oktober 1826, var en norsk officer. 
Han blev 1790 fänrik vid Trondheims första infanteriregemente, 1800 kammarjunkare, 1801 löjtnant och 1802 generaladjutants-löjtnant. År 1808 utnämndes han till kapten och divisionsadjutant inom norska generalstaben och fick därmed ansvaret för de norska trupper som 1809 gick in i Jämtland under dansk-svenska kriget 1808-1809. Den 24 juli 1809 nådde de norska trupperna Bleckåsen i Alsens socken. Det svenska försvaret leddes av general Georg Carl von Döbeln. Nästkommande dag träffade von Döbeln och kapten von Krogh i skogen vid Bleckåsen för underteckna vapenstillestånd på ryggen på en soldat.
År 1810 utsågs han till riddare av dannebrogen och 1812 till major. År 1815 blev han utnämnd till överstelöjtnant och generaladjutants-löjtnant i hären och 1821 blev han överste. 
Georg Frederik von Krogh var gift två gånger, först med Henriette Schønhøyer (1781–1809, andra gången med Birgitte Johanne Vibe (1785–1875). Han var bosatt på gårdarna Leira och Bakklandet i Lade socken utanför Trondheim. Han drev jordbruk och olika småindustrier.